# Lac Bermen
Le lac Bermen est un lac de la Côte-Nord du Québec au Canada. Il est situé au sud-est du réservoir de Caniapiscau. Son principal émissaire est la rivière Caniapiscau au nord. Il est nommé en l'honneur de Claude de La Martinière.

## Annexe